# Бананова шкірка
Бананова шкірка (фр. Peau de banane) — французька кримінальна кінокомедія 1963 року, знята Марселем Офюльсом, з Жаном-Полем Бельмондо і Жанною Моро у головних ролях.

## Сюжет
Двоє покидьків обібрали Каті, колишню дружину Мішеля Тібо. Той приходить до неї на допомогу. Фільм із гумором розповідає про їхню помсту. З початку вони покарають Бонтана, який сам їм принесе 60 мільйонів франків, а потім у Ніцці їхньою жертвою стане покидьок Люшар. Всі ці пригоди знову зблизять колишнє подружжя, яке, подумавши, вирішить жити знову стати разом.

## У ролях
- Жан-Поль Бельмондо — Мішель Тібо
- Жанна Моро — Каті
- Клод Брассер — головна роль
- Жан-П'єр Мар'єль — Пол Рейно
- Герт Фребе — Люшар
- Полетт Дюбо — другорядна роль
- Боб Морель — епізод
- Анрі Пуар'є — Антуан
- Шарль Реньє — епізод
- Ален Кюні — Бонтан
- Моріс Озель — епізод
- Франк Моріс — епізод
- П'єр Міра — епізод
- Домінік Зарді — епізод

## Знімальна група
- Режисер — Марсель Офюльс
- Сценаристи — Марсель Офюльс, Данієль Буланже, Клод Соте
- Оператор — Жан Раб'є
- Композитор — Ворд Свінгл
- Продюсер — Поль-Едмон Дешарм